# 羅蒙諾索夫 (城市)
59°55′N 29°45′E / 59.917°N 29.750°E
羅蒙諾索夫（羅馬化：Lomonosov）是俄羅斯聖彼得堡下轄的一個城市，位於中市心以西。北臨芬蘭灣。2002年人口37,776人。
本市在1948年前稱為奥拉宁鲍姆（俄语：Ораниенба́ум，譯自德語的“橘樹”）。今名是紀念俄羅斯科學家米哈伊爾·羅蒙諾索夫。

## 姐妹城市
- 芬兰瑪麗港
- 美国弗雷明翰
- 美国阿纳科特斯